# Braves Gens
Braves Gens (en russe : Хорошие люди) est une nouvelle d’Anton Tchekhov, parue en 1886.

## Historique
Braves Gens est initialement publié dans la revue russe Temps nouveaux du 15 décembre 1886.

## Résumé
Vladimir Liadovski, employé dans une compagnie de chemin de fer, occupe son temps libre à la littérature. Il est critique littéraire dans un hebdomadaire : c’est sa passion.
Liadovski présente sa sœur Véra au narrateur. Elle est docteur, mais n’exerce pas. Son mari est mort du typhus un mois après leur mariage. Depuis elle vit chez son frère, en admiration devant ses petits travaux d’écriture.
Puis, peu à peu, un fossé se creuse entre le frère et la sœur. Véra est partisan de la non-résistance au mal, ancêtre de la non-violence. Vladimir, à l’opposé, pense que cette théorie ne peut mener qu’au chaos. Véra décrète que les travaux de critiques de Vladimir sont inutiles. Elle passe ses journées étendue sur le divan, alors qu’il jongle entre son travail et sa passion.
Véra quitte son frère : elle s’est enrôlée dans une campagne de vaccination. Vladimir est mort d’une pneumonie peu de temps après. Sa tombe n’est maintenant plus entretenue. Plus personne ne se souvient de lui.

## Édition française
- Braves Gens, traduit par Madeleine Durand et Édouard Parayre (révisé par Lily Denis), in Œuvres I, Paris, Éditions Gallimard, coll. « Bibliothèque de la Pléiade » no 197, 1968  (ISBN 978-2-07-0105-49-6).